# Ungár Péter (politikus)
Ungár Péter Károly (Budapest, 1991. június 10. –), magyar geográfus, politikus, az LMP – Magyarország Zöld Pártja  társelnöke. A 2018-as magyarországi országgyűlési választáson az LMP – Magyarország Zöld Pártja (rövidítve LMP) országos listájáról –, a 2022-es magyarországi országgyűlési választáson az Egységben Magyarországért nevű hatpárti együttműködés országos listájáról szerzett országgyűlési mandátumot.

## Magánélete
Édesapja Ungár András, édesanyja Schmidt Mária. Apai ágon zsidó, míg anyai nagyapja révén erdélyi szász származású.
Nővére Ungár Anna, nagynénje Ungár Klára volt fideszes, majd SZDSZ-es országgyűlési képviselő.
2019 áprilisában nyilvánosan felvállalta homoszexualitását.

## Tanulmányai
2005 és 2009 között a Toldy Ferenc Gimnáziumban tanult. 2009 és 2013 között az Edinburgh-i Egyetemen folytatott földrajztudományi tanulmányokat. 2011 és 2012 között a Kantábriai Egyetemen tanult földrajztudományt és várostervezést spanyol nyelven. Hallgató volt a Közép-európai Egyetemen (CEU).
Folyékonyan beszél angolul és spanyolul, középfokon tud oroszul, alapszinten tud németül.

## Politikai pályafutása
2010-ben lett a Lehet Más a Politika (LMP) aktivistája, 2013-ban lépett be a pártba.
2014-ben önkormányzati képviselővé választották Budapest II. kerületében, ahol a II. Kerületi Önkormányzat Környezetvédelmi bizottságának volt tagja. 2015-ben beválasztották az Európai Zöld Párt elnökségébe.
A 2018-as magyarországi országgyűlési választáson az LMP egyéni képviselőjelöltjeként a Budapest 4. sz. országgyűlési egyéni választókerületben indult, a párt országos listáján pedig az 5. helyre került. Mandátumot az országos listáról szerzett, s ezzel ő lett a 2018–22-es parlamenti ciklus legfiatalabb képviselője (az alakulóülésen korjegyző), valamint az Országgyűlés első olyan tagja, aki már a rendszerváltás után született.
Ungár, később, a 2019-es európai parlamenti választás fiaskóját követően, egyetértett Schiffer Andrással, az LMP alapító tagjával, volt társelnökével, abban, hogy az LMP története véget ért, sőt, meg is érdemelték a vereséget. Ugyanakkor bízott egy új történet megkezdésének lehetőségében.
Ungár volt az egyetlen ellenzéki politikus, aki felvállalta a  Bálványosi Nyári Szabadegyetem és Diáktábor (közismertebb nevén Tusványos) keretein belül a kormánypártok politikusaival való vita lehetőségét 2019-ben.
2020-tól Ungár lett az LMP – Magyarország Zöld Pártja elnökségi titkára.
A 2021-es magyarországi ellenzéki előválasztáson, Szombathelyen, a  Vas megyei 1. sz. országgyűlési egyéni választókerületben indult, és vesztett, a DK-s Czeglédy Csaba ellen. 
A 2022-es magyarországi országgyűlési választáson az Egységben Magyarországért nevű hatpárti együttműködés országos listájának 7. helyéről szerzett ismét országgyűlési mandátumot.
2022 augusztusában, az LMP kongresszusán, Schmuck Erzsébet női társelnök mellett megválasztották a párt férfi társelnökének.

## Média-portfóliója
2016-ban Ungár médiahálózat kiépítésébe fogott, első önálló hírportálja a Reflektor volt, melyet a Fényszóró Média Alapítványon keresztül működtetett. 
2018-ban komoly, végül eredménytelen tárgyalásokat folytatott Simicska Lajossal a Magyar Nemzet, a Lánchíd Rádió, valamint a Heti Válasz megvásárlásáról. Később, ugyanabban az évben, az Azonnali Média Kft.-ben szerzett 90 százalékos tulajdonrészének köszönhetően többségi tulajdonosa lett az Azonnali.hu országos hírportálnak.
Elkezdte vidéki médiahálózatát is építeni, sorra vásárolta fel Egerben az egerugyek.hu hírportált, Szentgotthárdon a 9970.hu hírportált, Szombathelyen az ugytudjuk.hu hírportált, valamint Kaposvárott a kpsvr.hu hírportált.

## Vagyona
Ungárnak 2018-ban körülbelül 15 milliárd forintos vagyona volt akkori adóbevallása szerint, ami családi vállalkozásokból és folyóiratok tulajdonjogaiból tevődött össze. A tulajdonviszonyoknak megfelelően családi cégük,  a Budapesti Ingatlan Hasznosítási és Fejlesztési (BIF) Nyrt., csaknem 2,6 milliárd forintos 2019-es  osztalékából több mint 1,6 milliárd forintot a szintén a családi tulajdonban álló Pió-21 Kft. részére fizetett ki, mely kft-nek kétharmadban az édesanyja a tulajdonosa, míg neki és nővérének egyhatod-egyhatod tulajdonrésze van. Vagyis az 1,6 milliárd forint osztalékból 276 millió járt Ungár Péternek,1,1 milliárd forint járt Schmidt Máriának, és 276 millió Ungár Annának.  A Forbes a legnagyobb magyar családi cégek 2020-as listáján a negyedik helyre rangsorolta családjukat.